# Arlington (Oregon)
Arlington é uma cidade localizada no estado norte-americano de Oregon, no Condado de Gilliam.

## Demografia
Segundo o censo norte-americano de 2000, a sua população era de 524 habitantes. 
Em 2006, foi estimada uma população de 481, um decréscimo de 43 (-8.2%).

## Geografia
De acordo com o United States Census Bureau tem uma área de 
5,4 km², dos quais 4,6 km² cobertos por terra e 0,8 km² cobertos por água. Arlington localiza-se a aproximadamente 93 m acima do nível do mar.

## Localidades na vizinhança
O diagrama seguinte representa as localidades num raio de 44 km ao redor de Arlington. 